# Nvidia Tesla

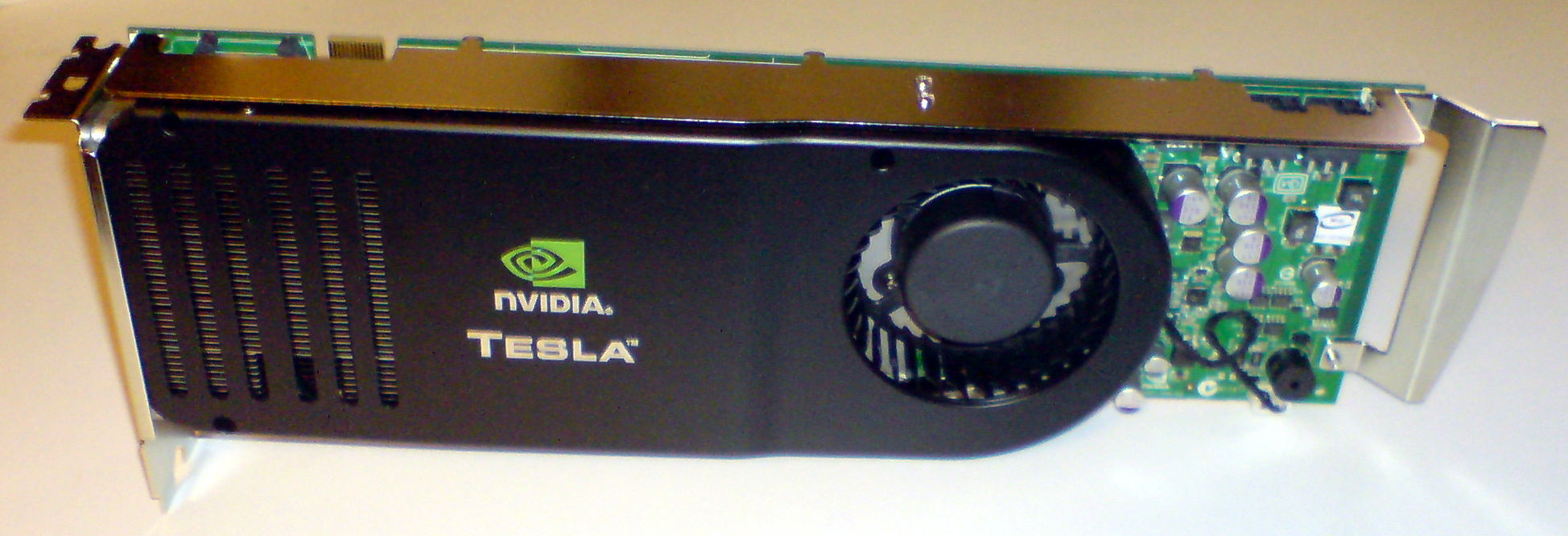
Nvidia Tesla GPU

Tesla – grupa układów firmy NVIDIA przeznaczonych do wspomagania obliczeń naukowo-inżynierskich za pomocą technologii CUDA. Układy te zaprojektowano jako typowe karty rozszerzeń komputerów PC, które (w 2009 r.) mogą być instalowane w każdym komputerze posiadającym wolne gniazdo PCI Express. Układy Tesla są pierwszymi masowo produkowanymi układami przeznaczonymi do pracy w technologii GPGPU.

## Charakterystyka urządzenia
Układy serii Tesla zostały wprowadzone na rynek jesienią 2006 r. jako nowa rodzina produktów firmy NVidia przeznaczonych do zastosowań w segmencie komputerów o bardzo dużej mocy obliczeniowej. Wyposażone są w procesory ze zunifikowanymi jednostkami cieniującymi o architekturze masowo produkowanych kart graficznych GeForce i Quadro. Część z nich (z wyjątkiem układów Tesla C2050 i Tesla C2070) pozbawiona jest wyjścia video oraz układów elektronicznych przeznaczonych bezpośrednio do generowania obrazu i w tym sensie nie są to karty graficzne – producent określa je mianem computing processors (procesory obliczeniowe).
W porównaniu z kartami graficznymi serii GeForce, układy Tesla charakteryzują się znacznie zwiększoną pojemnością wysokiej jakości, specjalnie testowanej pamięci operacyjnej DRAM. Pamięć ta jest taktowana nieco wolniejszym zegarem, co powoduje zmniejszenie przepustowości szyny danych. Urządzenia Tesla oparte na architekturze Fermi obsługują pamięć ECC, oferują pełną wydajność procesorów strumieniowych w obliczeniach w podwójnej precyzji oraz posiadają dwa układy DMA co umożliwia jednoczesny transfer w obu kierunkach po szynie PCIe i obliczenia.

## Zastosowania
Dzięki ogromnej mocy obliczeniowej, niskiej cenie, stosunkowo niewielkiemu zapotrzebowaniu na energię elektryczną oraz zgodności ze środowiskiem CUDA, układy Tesla stanowią atrakcyjną alternatywę dla tradycyjnych systemów obliczeniowych dużej mocy, jak klastry CPU i superkomputery. Głównym obszarem ich zastosowań są problemy masywnie równoległe rozwiązywane w arytmetyce zmiennoprzecinkowej: obliczenia naukowo-inżynierskie (np. symulacje przepływów płynów, symulacje metodą dynamiki molekularnej), rozwiązywanie równań bardzo wielu zmiennych, analiza danych finansowych, obróbka dźwięku i obrazu, diagnostyka medyczna. W wielu przypadkach zastosowanie procesorów obliczeniowych Tesla spowodowało przyspieszenie obliczeń (względem konwencjonalnych komputerów klasy PC) o kilka do nawet kilkuset razy.
Pierwszym superkomputerem wykorzystującym układy Tesla jest japoński TSUBAME — hybrydowy klaster składający się (pod koniec 2008 r.) z 655 serwerów Sun x4600 oraz 170 serwerów Tesla S1070. W listopadzie 2008 r. zajął on 29. miejsce na liście TOP500 najszybszych komputerów świata. Tesla V100 została wykorzystana w hybrydowych superkomputerach Summit i Sierra, zajmujących (pod koniec roku 2018) dwa czołowe miejsca w rankingu TOP500.

## Specyfikacje
Układy Tesla dostępne są jako:
- Pojedyncze urządzenia w obudowie karty graficznej. Symbole tych urządzeń rozpoczynają się literą C (ang. Card – 'Karta'), np. C870, C1060. Łączy się je z komputerem głównym poprzez złącze PCI-Express na płycie głównej. Modele C2050 i C2070 posiadają pojedyncze wyjście video (gniazdo DVI).
- Pojedyncze urządzenia w obudowie karty graficznej, pozbawione własnego wentylatora (chłodzenie pasywne) i wyjścia video. Symbole tych urządzeń rozpoczynają się lub kończą literą M, np. M2050, M2070, K20M. Łączy się je z komputerem głównym poprzez złącze PCI-Express na płycie głównej. Wprowadzone na rynek w 2010 r. wraz z premierą architektury Fermi i przeznaczone do serwerów w dużych centrach obliczeniowych.
- Wolnostojące zestawy kilku kart. Symbole tych urządzeń rozpoczynają się literą D (ang. Desktop), np. D870. Łączy się je z komputerem głównym poprzez kabel PCI-Express. Jedynym reprezentantem tej klasy urządzeń jest D870.
- Zestawy kilku (zwykle czterech) kart obliczeniowych w formie modułów 1U do montowania w szafach montażowych. Symbole tych urządzeń rozpoczynają się literą S (ang. Server), np. S870, S1070. Procesory GPU w tych urządzeniach są parami podłączone do przełączników PCIe (PCIe x16 Gen2 switch), które następnie za pomocą dwóch kabli PCI-Express łączy się z jednym lub dwoma komputerami.

Poniższa tabela przedstawia główne parametry urządzeń Tesla:
| Model | Mikro-architektura | GPU   | GPU    | Procesory skalarne | Procesory skalarne    | Pamięć                   | Pamięć | Pamięć                     | Pamięć     | Pamięć      | Całkowita moc obliczeniowa | Całkowita moc obliczeniowa | CUDA Compute capability | TDP [ W |
| Model | Mikro-architektura | Typ   | Liczba | Liczba             | Zegar MHz             | Przepustowość maks. GB/s | Rodzaj | Szerokość szyny danych bit | Rozmiar GB | Zegar [MHz] | fp 32 GFLOPS               | fp 64 GFLOPS               | CUDA Compute capability | TDP [ W |
| ----- | ------------------ | ----- | ------ | ------------------ | --------------------- | ------------------------ | ------ | -------------------------- | ---------- | ----------- | -------------------------- | -------------------------- | ----------------------- | ------- |
| C870  | Tesla              | GT80  | 1      | 128                | 1350                  | 77                       | GDDR3  | 384                        | 1,5        | 800         | 519                        | –                          | 1.0                     | 170.9   |
| D870  | Tesla              | GT80  | 2      | 256 (2*128)        | 1350                  | 154 (2*77)               | GDDR3  | 384                        | 2*1,5      | 800         | 1037                       | –                          | 1.0                     | 520     |
| S870  | Tesla              | GT80  | 4      | 512 (4*128)        | 1350                  | 307 (4*77)               | GDDR3  | 384                        | 4*1,5      | 800         | 2074                       | –                          | 1.0                     |         |
| C1060 | Tesla              | T10   | 1      | 240                | 1296                  | 102                      | GDDR3  | 512                        | 4          | 800         | 936                        | 78                         | 1.3                     | 187.8   |
| S1070 | Tesla              | T10   | 4      | 960 (4*240)        | 1296 lub 1440         | 408 (4*102)              | GDDR3  | 512                        | 4*4        | 792         | 3732 lub 4147              | 311 lub 345                | 1.3                     |         |
| C2050 | Fermi              | T20   | 1      | 448                | 1150                  | 144                      | GDDR5  | 384                        | 3          | 1500        | 1030                       | 515                        | 2.0                     | 238     |
| C2070 | Fermi              | T20   | 1      | 448                | 1150                  | 144                      | GDDR5  | 384                        | 6          | 1500        | 1030                       | 515                        | 2.0                     | 247     |
| M2050 | Fermi              | T20   | 1      | 448                | 1150                  | 148                      | GDDR5  | 384                        | 3          | 1500        | 1030                       | 515                        | 2.0                     | 225     |
| M2070 | Fermi              | T20   | 1      | 448                | 1150                  | 150                      | GDDR5  | 384                        | 6          | 1500        | 1030                       | 515                        | 2.0                     | 225     |
| M2075 | Fermi              | T20A  | 1      | 448                | 1150                  | 150                      | GDDR5  | 384                        | 6          | 1500        | 1030                       | 515                        | 2.0                     | 225     |
| M2090 | Fermi              | T20A  | 1      | 512                | 1300                  | 177                      | GDDR5  | 384                        | 6          | 1850        | 1331                       | 665                        | 2.0                     | 225     |
| K10   | Kepler             | GK104 | 2      | 2 * 1536           | 745                   | 2 * 160                  | GDDR5  | 256                        | 2*4        | 2500        | 2*2290                     | 2*95                       | 3.0                     | 225     |
| K20   | Kepler             | GK110 | 1      | 2496               | 706                   | 208                      | GDDR5  | 384                        | 5          | 2600        | 3520                       | 1170                       | 3.5                     | 225     |
| K20X  | Kepler             | GK110 | 1      | 2688               | 732                   | 250                      | GDDR5  | 384                        | 6          | 2600        | 3950                       | 1310                       | 3.5                     | 235     |
| K40   | Kepler             | GK110 | 1      | 2688               | 745(base) 875(boost)  | 288                      | GDDR5  | 384                        | 12         | 3000        | 4290(base) 5000(boost)     | 1430(base) 1660(boost)     | 3.5                     | 245     |
| K80   | Kepler             | GK210 | 2      | 2*2496             | 560(base) 875(boost)  | 2*240                    | GDDR5  | 384                        | 2*12       | 2500        | 2*2800(base) 2*4370(boost) | 2*935(base) 2*1455(boost)  | 3.7                     | 300     |
| M4    | Maxwell            | GM206 | 1      | 1024               | 872(base) 1072(boost) | 88                       | GDDR5  | 128                        | 4          | 2750        | 1786(base) 2195(boost)     | 56(base) 69(boost)         | 5.2                     | 50-75   |
| M40   | Maxwell            | GM200 | 1      | 3072               | 948(base) 1114(boost) | 288                      | GDDR5  | 384                        | 12         | 3000        | 5825(base) 6844(boost)     | 182(base) 214(boost)       | 5.2                     | 250     |

Uwagi
- Źródło: NVidia. Część danych dotyczących częstotliwości zegarów jest prawdopodobnie zaokrąglona.
- CUDA Compute Capabilities to specyfikacja technicznych możliwości urządzenia; patrz: Cuda C Programming Guide.
- Skróty fp32 i fp64 oznaczają dokładność obliczeń zmiennopozycyjnych (32 lub 64 bity).
- W teście LINPACK (fp64) urządzenia C1060 i S1070 osiągnęły wydajność odpowiednio 50 GFLOPS i 200 GFLOPS.
- Procesor T10 posiada tę samą architekturę, co GT200 (karty graficzne GeForce) i GT 200GL (NVidia Quadro).
- Urządzenie S1070 produkowane jest w dwóch wersjach różniących się częstotliwością zegara procesorów skalarnych.